# Zamek w Fumel
Zamek w Fumel – zamek w Fumel w Akwitanii w południowej Francji.
Zamek został zbudowany w XIV wieku, aby kontrolować przepływ ludności przez miasteczko podczas wojny stuletniej. Od 1960 pełni rolę siedziby merostwa. Z zamku rozpościera się widok na całe miasto, a sama budowla otoczona jest ogrodem.